# Phil Alden Robinson
Pour les articles homonymes, voir Robinson.
Phil Alden Robinson, né le 1er mars 1950 à Long Beach, Long Island (États-Unis), est un scénariste, réalisateur et producteur américain.

## Biographie
En 2009, il épouse à New York, l'agent artistique, Paulette Holland Bartlett.
En 2014 et après une longue absence,  il reprend sa carrière de réalisateur pour le film Deuxième chance à Brooklyn.
Il est annoncé en 2016 comme le réalisateur et le scénariste, chargé de l'adaptation pour la télévision du livre de James Blight et Janet M. Lang, The Armageddon Letters relatant à partir de nouveaux documents, la crise internationale dite des missiles de Cuba en 1962. À ce jour[Quand ?], le projet n'a toujours pas vu le jour.

## Œuvre
Phil Alden Robinson présente une œuvre diversifiée explorant des genres différents mais permettant une lecture de la société contemporaine notamment américaine sous des angles variés.
Le critique Oliver Gruner indique d'ailleurs que la filmographie de Robinson participe d'un vaste mouvement cinématographique américain de la fin du XXe et du début du XXIe siècle, puisant dans la mémoire collective américaine marquée par la culture sociale et politique des années 1960. Jusqu'au bout du rêve se sert ainsi du baseball comme cadre de la quête initiatique du héros,.

## Filmographie

### Comme scénariste
- 1984 : Le Vainqueur (Rhinestone)
- 1984 : Solo pour deux (All of Me)
- 1987 : In the Mood (en)
- 1989 : Jusqu'au bout du rêve (Field of Dreams)
- 1989 : Psycho Killer (Relentless)
- 1992 : Les Experts (Sneakers)
- 2000 : Freedom Song (en) (TV)

### Comme réalisateur
- 1985 : George Burns Comedy Week (en) (série télévisée), 2 épisodes
- 1987 : In the Mood (en)
- 1989 : Jusqu'au bout du rêve (Field of Dreams)
- 1992 : Les Experts (Sneakers)
- 2000 : Freedom Song (en) (téléfilm)
- 2001 : Frères d'armes (Band of Brothers) (mini-série télévisée) - saison 1, épisode 1
- 2002 : La Somme de toutes les peurs (The Sum of All Fears)
- 2014 : Deuxième Chance à Brooklyn (The Angriest Man in Brooklyn)
- 2016 : The Good Wife (série télévisée) - saison 7, épisode 19

### Comme producteur
- 1984 : Solo pour deux (All of Me)
- 2000 : Freedom Song (en) (TV)
- 2001 : Les Hommes de Sa Majesté (All the Queen's Men)

### Comme intervenant
- 2007 : The art of screenwriting. Adaptation (DVD)[10]